# Дзіково (Кросненський повіт)
Дзіково (пол. Dzikowo, нім. Wildwiese) — село в Польщі, у гміні Ґубін Кросненського повіту Любуського воєводства.
У 1975-1998 роках село належало до Зеленогурського воєводства.